# Schöneworth (Hannover)

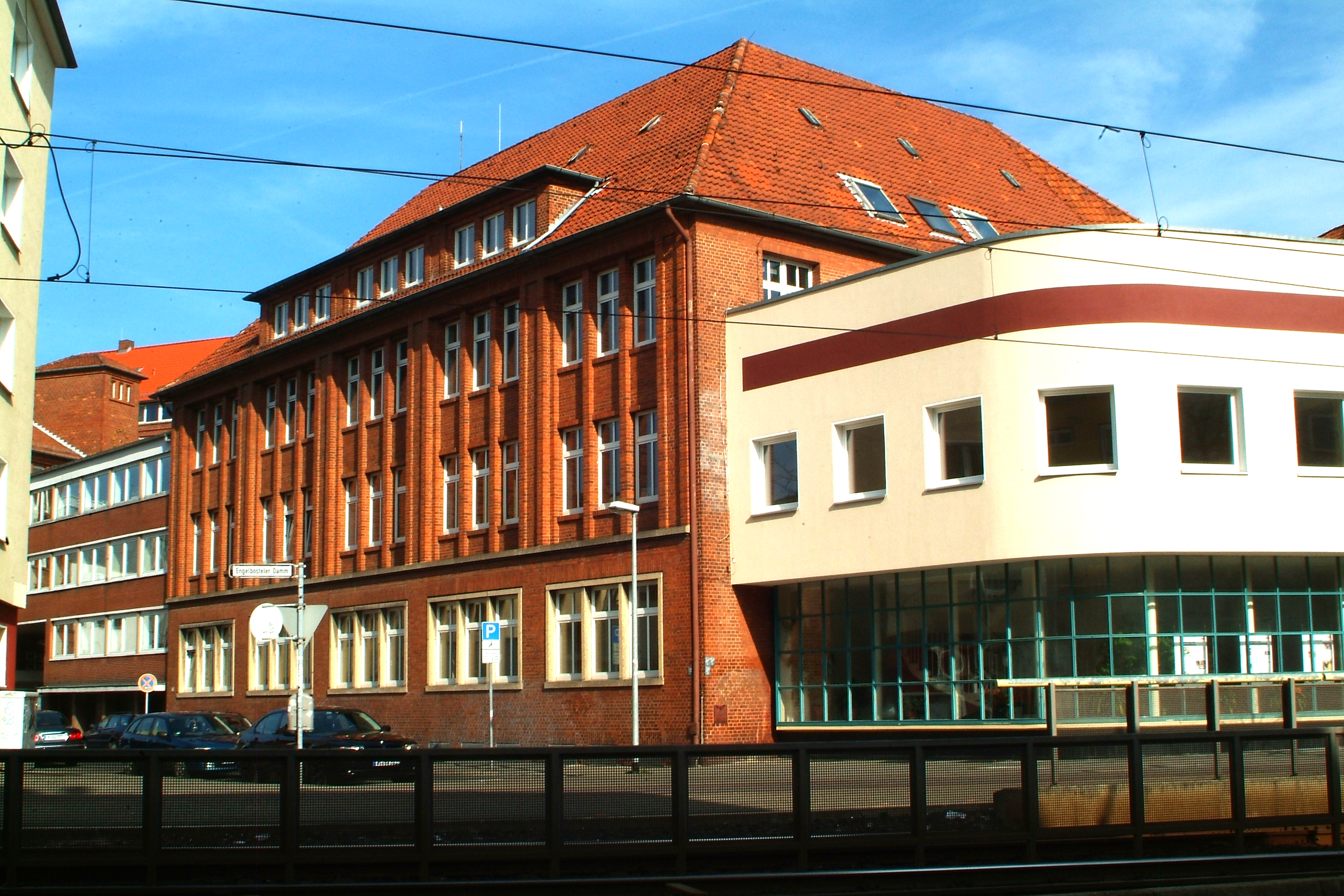
Abzweig der Straße Vordere Schöneworth vom Engelbosteler Damm an der ehemaligen Fabrik von Appel Feinkost (heute: Carl-Morotini-Haus)

Schöneworth, auch Schöneworde oder Schonenforde, war der Name einer mittelalterlichen Ortschaft vor Hannover, die im heute hannoverschen Stadtteil Nordstadt lag. Später lag hier die gleichnamige Flur östlich des Engelbosteler Damms, über die heute die Straßen Vordere Schöneworth und Hintere Schöneworth führen.

## Schöneworth
Ähnlich wie bei der Straße Am Puttenser Felde war auch Schöneworth eine der beiden Ortschaften im heutigen Stadtteil Nordstadt, deren urkundliche Erwähnung sich bis in das Jahr 1062 zurückverfolgen lässt. Im Jahr 1395 noch als Schonenforde erwähnt, fiel der Ort noch im selben Jahrhundert wüst.
Zur Zeit des Kurfürstentums Hannover hatte sich dort wohl schon um 1730 ein Gartenweg herausgebildet, der den sogenannten „Gartenkosaken“ vor dem Steintor, im Steintorfeld diente.
Zur Zeit des Königreichs Hannover erhielt der offenbar bereits 1830 zur Straße ausgebaute Weg seinen Namen vermutlich nach dem ehemaligen Flurnamen.

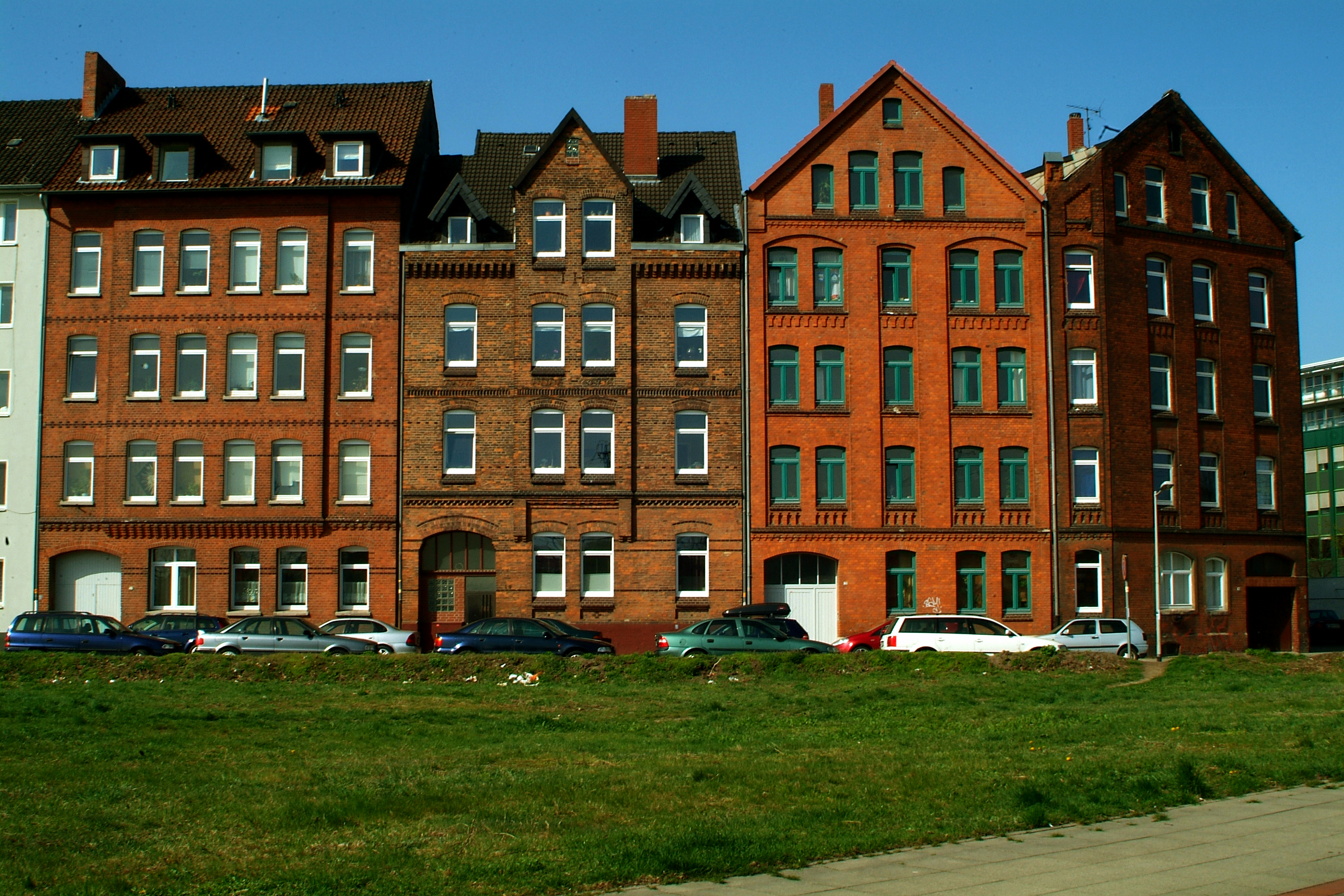
Die heutigen Altbauten aus Backstein für die damaligen Eisenbahn-Arbeiter in der Straße Hintere Schöneworth

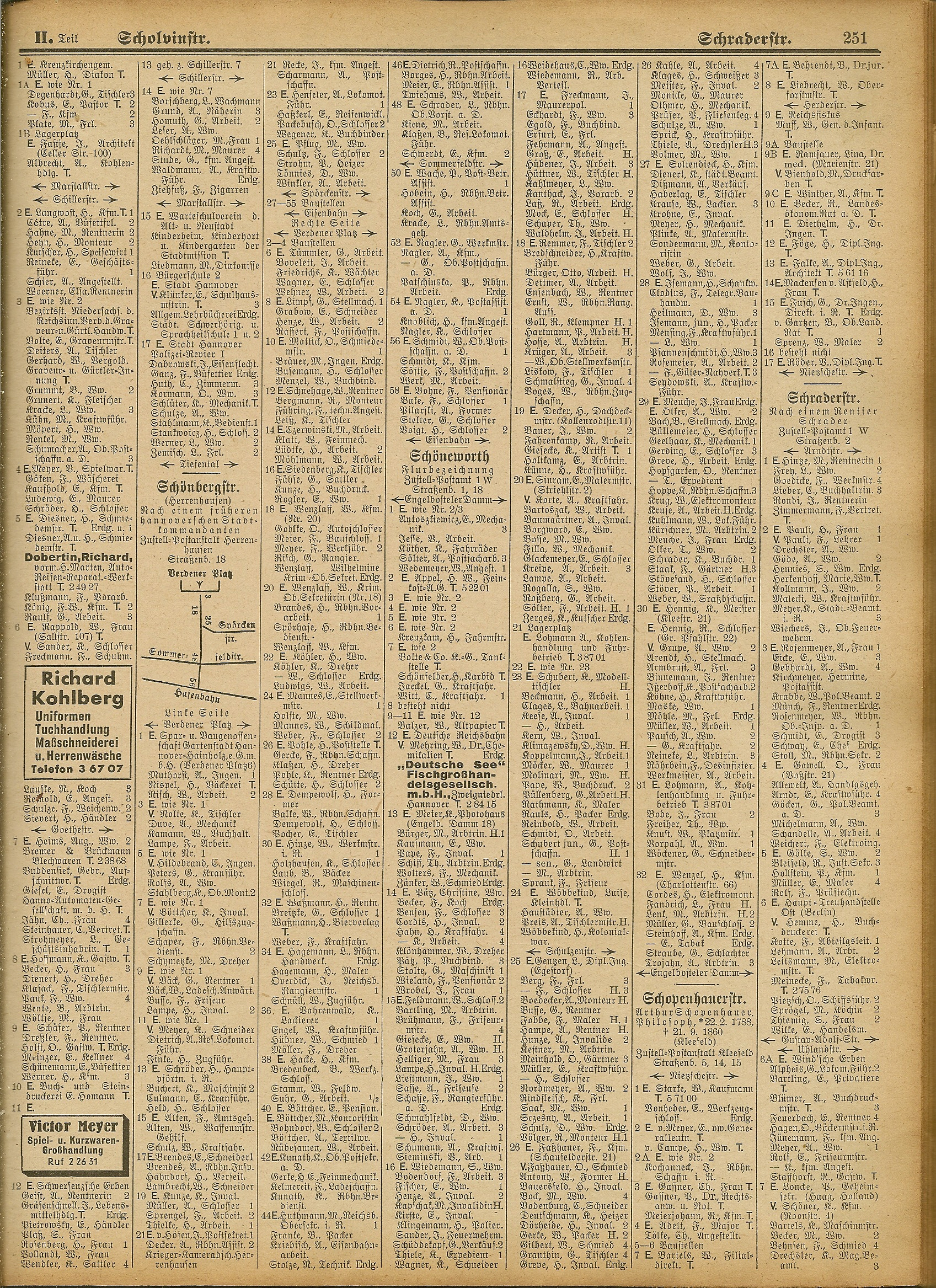
Adressbuch Hannovers mit der Straße Schöneworth im Jahr 1942; zur Zeit des Nationalsozialismus und des Zweiten Weltkrieges

Nach der Bildung der Vorstadt Hannover im Jahr 1843 trug der vordere Teil der Straße, zwischen dem Engelbosteler Damm und der Schulzenstraße, laut den Hannoverschen Geschichtsblättern spätestens ab 1846 den Namen Hainhölzer Kirchweg, war also benannt nach dem damaligen Weg nach Hainholz zur St.-Marien-Kirche.
Der hintere Teil der Straße wurde zur selben Zeit zunächst noch „Hinter-Schöneworth“ genannt.
Nach der Eingemeindung der Vorstadt nach Hannover 1859 wohnten im Zuge der Industrialisierung laut dem „Adreßbuch der Königlichen Residenz-Stadt Hannover“ um 1868 am Hainhölzer Kirchweg vor allem Arbeiter bereits in Mehrfamilienhäusern. Dem damaligen Zeitgeist entsprechend listeten die Adressbücher neben den Berufen seinerzeit noch die Namen der Haushaltsvorstände, in der Regel die Patriarchen.
Das an den ehemaligen Hainhölzer Kirchweg anschließende Teilstück zwischen der Schulzenstraße und der Eisenbahn wurden zunächst noch „Hinter Schöneworth“ genannt. Erst in den Gründerjahren des Deutschen Kaiserreichs wurden die beiden Straßen am 4. November 1899 zusammengefasst unter dem neuen – alten – Namen „Schöneworth“.
Zur Zeit des Nationalsozialismus fand sich in der Schöneworth ein Nebenlager des hannoverschen Zwangsarbeiter-Lagers der Deutschen Reichsbahn.
Gut ein halbes Jahrhundert später und im Zuge der Sanierung und Neugestaltung der Nordstadt und seiner Straßen wurde die Schöneworth 1997 wieder in Vordere Schöneworth und Hintere Schöneworth umbenannt – und in den Folgejahren 1998 und 1999 zwischen den beiden Straßen eine Grünfläche mit Spielplätzen neu angelegt; der Stadtteilpark Möhringsberg.
2011 zog der Verein Iranische Bibliothek in Hannover in ein Hinterhaus unter der Adresse Vordere Schöneworth 17a.